# 동평중학교 (부산)
동평중학교(東平中學校)는 대한민국 부산광역시 부산진구 부암동에 위치한 공립 중학교이다.

## 학교 연혁
- 1981년 1월 17일 : 설립 인가(33학급)
- 1981년 3월 1일 : 개교 및 초대 이두래 교장 취임
- 1981년 3월 5일 : 제1회 입학식(11학급 744명)
- 2004년 3월 1일 : 부산광역시교육청 창의적 재량활동 연구학교 운영
- 2007년 3월 1일 : 부산광역시교육청 흡연 및 음주예방교육 연구학교 운영
- 2009년 7월 8일 : 교육과학기술부 사교육 없는 학교 연구학교 지정(3년간)
- 2012년 3월 1일 : 사교육절감형 창의경영학교 재지정(2년간)
- 2012년 9월 1일 : 스마트 모델학교 지정
- 2021년 1월 11일 : 부산형 블렌디드 교실 구축
- 2023년 10월 9일 : 2024학년도 부산다행복학교 재재지정(2024.03.01~2026.02.28. 2년간)
- 2024년 9월 1일 : 제19대 이정희 교장 취임
- 2025년 2월 5일 : 제42회 졸업식(126명, 총 졸업생수 14,561명)
- 2025년 3월 4일 : 제45회 입학식(5학급 142명)

## 참고 자료
- 동평중학교 - 한국교육학술정보원 학교알리미